# Guilbaut Colas
Pour les articles homonymes, voir Colas.
Guilbaut Colas, né le 18 juin 1983 à Échirolles, est un skieur acrobatique s'illustrant dans l'épreuve des bosses.
Licencié au GUC Sports de Neige. Guilbaut Colas a notamment remporté un titre mondial en 2011 ainsi que le gros globe de cristal lors de la coupe du monde 2011 et le petit globe de cristal des bosses. Ces trois titres interviennent après avoir longtemps eu l'étiquette de second qui lui était attribué de son aveu même puisqu'il déclare après son titre en coupe du monde «on ne m'appellera plus le Poulidor des bosses» en raison de ses nombreuses deuxièmes places (médaille d'argent en bosses en parallèle aux mondiaux 2007 et quatre secondes places au classement des bosses en 2007, 2008, 2009 et 2010). Il est le meilleur représentant de la France depuis la retraite d'Edgar Grospiron.

## Biographie

### Les débuts
Guilbaut Colas grandit en Isère, il s'adonne dès sa jeune enfance à la pratique du ski alpin. Il découvre le ski freestyle lors d'une démonstration de big air à Chamrousse en 1996 puis se tourne vers les bosses. Il est adhérent du club grenoblois Grenoble Université Club . 
Guilbaut Colas fait ses premières armes durant une année de coupe de France et de coupe d'Europe. Fait assez remarquable pour être souligné, parce que certainement unique dans l'histoire de ce sport,  il gagne la 2e coupe de France à laquelle il participe, à l'âge de 17 ans.
Il fait ses débuts à 18 ans en Coupe du monde le 1er décembre 2001 lors de l'épreuve de bosses à Tignes où il prend la 13e place, celle-ci remporté par son compatriote Johann Grégoire. Il participe cette saison-là à quatre autres épreuves de bosses sans parvenir à rééditer sa première performance (son meilleur classement fut une 32e place à Saint-Lary en janvier 2002. Lors de la saison 2003, il intègre l'équipe de France participant à toutes les épreuves de Coupe du monde, classé entre la 15e et la 37e place dans les épreuves, il obtient cependant la sélection pour les Championnats du monde 2003 à Deer Valley, il réalise une inattendue 5e place en bosses et meilleur Français (Laurent Niol termine 14e), cependant en bosses parallèle il termine 17e éliminé par Fredrik Fortkord. Il termine la saison avec ses deux premiers top-10 en Coupe du monde avec une 10e place à Inawashiro et une 9e place à Voss en bosses.

### 2003: arrivée dans le top-20 mondial
Lors de la saison 2004, il confirme ses bons résultats et s'installe dans le top-20 mondial, il entre à deux reprises dans le top-10 à Mont-Tremblant (9e) et à Špindlerův Mlýn (5e). En 2005, il poursuit sa progression, devenu plus régulier en haut de classement, il parvient à réaliser 5 top-10 et échoue à deux reprises au pied du podium avec deux 4e place à Sauze d'Oulx et Voss. Il participe alors à ses seconds Championnats du monde en 2005 à Ruka, là également il échoue à la 4e place en bosses, dans l'épreuve de bosses en parallèle il termine 17e éliminé par le Japonais Yugo Tsukita.

### 2005: arrivée dans le top-10 mondial
Lors de la saison 2006, hormis une 9e place à Špindlerův Mlýn, il réalise une saison moyenne en raison d'une mâchoire cassée à Noël 2005 jusqu'aux Jeux olympiques d'hiver de 2006 de Turin desquels il prend la 10e place. L'évènement semble lui permettre d'avoir connu un déclic car il monte sur deux podiums en fin de saison avec une seconde place le 1er mars 2006 à Jisan Forest Resort derrière Dale Begg-Smith puis une troisième place à Apex (en). Il intègre alors le top-10 mondial.

### 2007: éternel second
Lors de la saison 2007, il prend de l'ampleur. Après un podium à Mont-Gabriel (second derrière Begg-Smith), il obtient sa première victoire en Coupe du monde en bosses en parallèle à Deer Valley le 13 janvier 2007 (six ans après la dernière victoire d'un Français en bosses en parallèle avec Richard Gay en 2001). Il réalise cette année-là la meilleure saison de sa carrière, il monte sur deux autres podiums à La Plagne (3e) et Inawashiro (3e), il finit second au classement des bosses derrière l'Australien Begg-Smith. À ses Championnats du monde en 2007 à Madonna di Campiglio, il prend la 7e place en bosses avant de remporter la médaille d'argent en bosses en parallèle derrière de nouveau Begg-Smith, il s'agit de la première médaille française en bosses depuis le sacre de Stéphane Yonnet (bosses en parallèle) aux championnats du monde de Whistler en 2001.
En 2008, il ajoute deux nouvelles victoires en Coupe du monde à Mont-Gabriel et à Marienbad, sur les dix épreuves de Coupe du monde auxquels il prend part il réalise huit top-10 dont trois podiums. Il termine pour la seconde fois à la deuxième place des bosses derrière Begg-Smith. En 2009, il réalise pratiquement la même performance, deux victoires à Deer Valley toutes deux, sur les neuf épreuves auxquels il prend part il réalise huit top-10 dont cinq podiums lui permettant pour la troisième fois consécutive de prendre la seconde place du classement des bosses mais avec cette fois-ci un nouveau devancier en la personne d'Alexandre Bilodeau. Aux Championnats du monde de 2009, victime des conditions météorologiques comme tous les favoris, il ne termine que 12e de l'épreuve des bosses, le lendemain il passe à côté de l'épreuve de bosses en parallèle avec une 32e place.

### 2010: l'espoir déchu
Après une blessure au dos à la fin août qui lui avait coûté trois mois d'arrêt, il fait son retour en compétition mi-janvier et s'adjuge la 1re place à Deer Valley (Utah) le 16 janvier 2010 devant l'Australien Dale Begg-Smith.
Il poursuit sur sa lancée en remportant la seconde étape de la Coupe du monde de bosses de la saison à Lake Placid le 21 janvier 2010 et confirme son statut d'homme fort du moment pour les Jeux olympiques d'hiver de 2010 de Vancouver qui ont lieu 3 semaines plus tard.
Aux Jeux olympiques d'hiver de 2010 de Vancouver, bien qu'étant premier à l’issue des qualifications, Guilbaut Colas a dû se contenter de la 6e place en finale du ski de bosses,

### 2011: sur le toit du monde
Après son échec olympique, Colas décide de se projeter sur les Jeux olympiques d'hiver de 2014 de Sotchi. Cela débute par la coupe du monde 2011 où rapidement il s'affirme comme le leader. Sur les onze épreuves, il remporte quatre victoires (Méribel, Lake Placid à deux reprises et Voss) et monte à neuf reprises sur un podium. Il remporte son premier globe de cristal en bosses de sa carrière après avoir échoué quatre fois à la seconde place du classement des bosses, ainsi que le gros globe de cristal de la coupe du monde de ski acrobatique. Ce titre intervient après avoir décroché son premier titre mondial à Deer Valley.

### 2014: pas de Jeux olympiques puis retraite
Pour la saison 2013-2014, Guilbaut Colas vise une médaille aux Jeux olympiques d'hiver de 2014 de Sotchi. Présent dans la délégation française aux Jeux, il se blesse lors du dernier saut du dernier entraînement et est atteint d'une rupture du ligament croisé du genou gauche. Dans la foulée de cette blessure et de cette non-participation, Colas annonce l'arrêt de sa carrière sportive.
Il est consultant pour France Télévisions pour les Jeux olympiques de PyeongChang en 2018 et les Jeux olympiques de Pékin en 2022 pour commenter les épreuves de bosses en ski acrobatique au côté du journaliste Christian Choupin,.

## Palmarès

### Jeux olympiques d'hiver
| Épreuve / Édition | Turin 2006 | Vancouver 2010 |
| Bosses            | 10e        | 6e             |

### Championnats du monde
| Épreuve / Édition   | Deer Valley 2003 | Ruka 2005 | Madonna 2007 | Inawashiro 2009 | Deer Valley 2011 |
| Bosses              | 5e               | 4e        | 7e           | 12e             | Or               |
| Bosses en parallèle | 17e              | 17e       | Argent       | 32e             | 4e               |

### Coupe du monde
- 1 gros globe de cristal :
  - Vainqueur du classement au général en 2011.
- 1 petit globe de cristal :
  - Vainqueur du classement bosses en 2011.
- 28 podiums dont 13 victoires en carrière.

#### Différents classement en coupe du monde
| Année/Classement | Année/Classement | Général | Général | Bosses | Bosses | Bosses en Parallèle | Bosses en Parallèle |
| ---------------- | ---------------- | ------- | ------- | ------ | ------ | ------------------- | ------------------- |
| Année/Classement | Année/Classement | Class.  | Points  | Class. | Points | Class.              | Points              |
| 2002             | 2002             | 69e     | 14      | 41e    | 52     | -                   | -                   |
| 2003             | 2003             | -       | -       | 22e    | 272    | 25e                 | 12                  |
| 2004             | 2004             | 55e     | 17      | 16e    | 234    | -                   | -                   |
| 2005             | 2005             | 31e     | 23      | 10e    | 256    | -                   | -                   |
| 2006             | 2006             | 37e     | 21      | 10e    | 234    | -                   | -                   |
| 2007             | 2007             | 4e      | 50      | 2e     | 496    | 2e                  | 317                 |
| 2008             | 2008             | 6e      | 50      | 2e     | 499    | -                   | -                   |
| 2009             | 2009             | 4e      | 63      | 2e     | 564    | -                   | -                   |
| 2010             | 2010             | 4e      | 62      | 2e     | 615    | -                   | -                   |
| 2011             | 2011             | 1er     | 76      | 1er    | 841    | -                   | -                   |

#### Détails des victoires
| Édition / Épreuve | Bosses                                    | Bosses en parallèle |
| 2007              |                                           | Deer Valley         |
| 2008              | Mont-Gabriel Mariánské Lázně              |                     |
| 2009              | Deer Valley (x 2)                         |                     |
| 2010              | Deer Valley Lake Placid Åre Sierra Nevada |                     |
| 2011              | Lake Placid (x2)                          | Méribel Voss        |

### Championnats de France
- 3 fois champion de France de ski de bosses : 2003, 2004 et 2008
- champion de France de ski de bosses parallèles en 2004